# 밥은 반찬/U&I
밥은 반찬(일본어: ごはんはおかず 고한와오카즈[*])/U&I는 방과 후 티타임의 싱글로, 2010년 9월 8일에 포니 캐니언을 통해 발매되었다.

## 개요
- TBS 계열 TV 애니메이션 '케이온!!'에 등장하는 밴드 유닛 '방과 후 티타임'의 극중 노래를 수록한 싱글. 애니메이션 제2기 20화 '또 다시 학원제!'에서 사쿠라고교 경음악부에 의해 연주된 음악으로, 방송 당일의 광고로 CD 발매 예정이 발표되었다.
- 방과 후 티타임의 싱글 음반으로는 최초로 A 사이드가 두 곡이다.
- 이전에 발매되었던 푹신푹신 시간, 퓨어퓨어 하트와 같은 트랙 구성으로, '밥은 반찬', 'U&I'의 각 악기별 마이너스 원 버전이 수록되어 있다.
- 이전까지 발매되었던 케이온! 시리즈의 곡은 작중의 캐릭터인 '아키야마 미오'가 작사한 설정이었지만, 이번에 발매되는 두 곡은 작중의 다른 캐릭터인 '히라사와 유이'가 작사한 것으로 되어있다.[2]
- '밥은 반찬'의 작곡가인 bice는 2010년 7월 24일 자신의 블로그에 '최근에 어느 인기 애니메이션의 곡을 작곡하였다.', '발매는 얼마 후에 된다.'라는 글을 남겼다.[3] 그녀는 이틀 후인 2010년 7월 26일에 심근경색으로 사망하여서[4]이 곡은 그녀의 유작이 되었다.

## 수록곡
1. 밥은 반찬
  - 작사 : 히라사와 유이[1], 작·편곡 : bice
  - 보컬 : 히라사와 유이, 코러스 : 아키야마 미오
2. U&I
  - 작사 : 히라사와 유이[1], 작·편곡 : 마에자와 히로유키
  - 보컬 : 히라사와 유이, 코러스 : 아키야마 미오
3. 밥은 반찬(Instrumental)
4. U&I(Instrumental)
5. 밥은 반찬(Instrumental【-Guitar1】)
6. 밥은 반찬(Instrumental【-Guitar2】)
7. 밥은 반찬(Instrumental【-Keyboard】)
8. 밥은 반찬(Instrumental【-Bass】)
9. 밥은 반찬(Instrumental【-Drums】)
10. U&I(Instrumental【-Guitar1】)
11. U&I(Instrumental【-Guitar2】)
12. U&I(Instrumental【-Keyboard】)
13. U&I(Instrumental【-Bass】)
14. U&I(Instrumental【-Drums】)

## 같이 보기
- 케이온!!